# Frostatingslagen

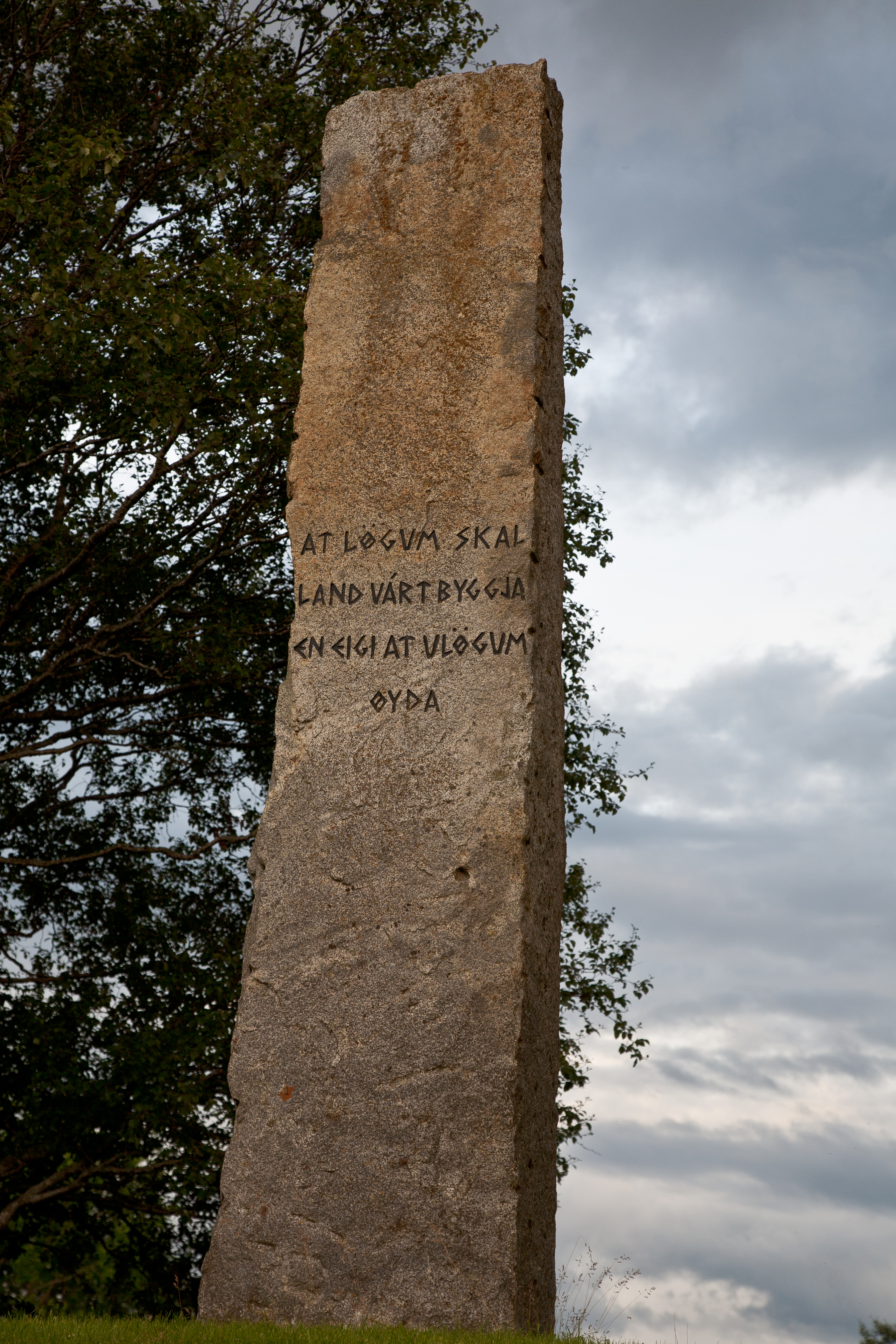
Minnessten

Frostatingslagen var en norsk tingsförening, som hade sitt namn efter Frostating, de tröndska fylkenas huvudting, vilket hölls på halvön Frosta (Frosten) (nuvarande Frosta kommun). Tingsföreningens gamla lag finns bevarad och är tryckt i Norges gamle love.
Namnet Frostating finns kvar idag (2012) i "Frostating lagmannsrett", högre domstolen (hovrätten) i Trondheim, en av sex sådana domstolar i Norge.